# 후지타 잇토
후지타 잇토(일본어: 藤田 一途, 1999년 6월 30일~)는 일본의 축구 선수이다.

## 구단 경력
그는 2022년 J2리그의 로아소 구마모토에 입단했다. 2025년 J3리그의 가이나레 돗토리로 이적했다.